# Municipio de Big River (condado de St. Francois)
El municipio de Big River (en inglés: Big River Township) es un municipio ubicado en el condado de Saint François en el estado estadounidense de Misuri. En el año 2010 tenía una población de 2015 habitantes y una densidad poblacional de 23,81 personas por km².

## Geografía
El municipio de Big River se encuentra ubicado en las coordenadas 37°59′57″N 90°33′56″O / 37.99917, -90.56556. Según la Oficina del Censo de los Estados Unidos, el municipio tiene una superficie total de 84.64 km², de la cual 84.12 km² corresponden a tierra firme y (0.62%) 0.52 km² es agua.

## Demografía
Según el censo de 2010, había 2015 personas residiendo en el municipio de Big River. La densidad de población era de 23,81 hab./km². De los 2015 habitantes, el municipio de Big River estaba compuesto por el 96.92% blancos, el 0.69% eran afroamericanos, el 0.65% eran amerindios, el 0.3% eran asiáticos, el 0.1% eran isleños del Pacífico, el 0.1% eran de otras razas y el 1.24% pertenecían a dos o más razas. Del total de la población el 0.79% eran hispanos o latinos de cualquier raza.